# Cal Prat (Puig-reig)
La Colònia Prat o cal Prat és una colònia tèxtil del municipi de Puig-reig (Berguedà) inclosa en l'Inventari del Patrimoni Arquitectònic de Catalunya.

## Descripció
Cal Prat fou un dels primers nuclis industrials que es varen instal·lar a Puig-reig cap als anys 1870-75. La fàbrica i les cases de la colònia s'acolliren a la concessió de Colònia Industrial durant 10 anys. Per aquesta raó, el sistema de colònia s'aguditzà considerablement.
El desenvolupament urbanístic de Cal Prat s'emmotllà a la situació del terreny no gaire planell: les cases de la colònia són grups de pisos -3 d'alçada i 3 per planta- organitzats en carrers curts els uns sobre els altres segons el pendent del terreny.
Les construccions més antigues dels anys 1880-90 són de pedra, però les altres ja responen a edificacions amb materials moderns: maó, ferro...
Dintre els edificis de la colònia cal destacar, a més de la fàbrica i els pisos dels obrers, la Torre de l'amo i l'església, dedicada a la Mare de Déu de Montserrat, ambdós a la plaça de l'església.

## Història
Els Prat, originaris de Sallent, van començar la construcció de la colònia el 1871, any en què ja és documentada la fàbrica de filats i teixits. La construcció de la colònia va incloure: els cafè-casino, la torre del propietari, l'església, etc. Tot i que es desconeix l'actuació d'arquitectes i enginyers concrets, a cal Prat hi va treballar el mestre d'obres de Berga Francesc Joan Canals.
La història de la Colònia Prat conegué una considerable ampliació -tant pel que fa a la fàbrica com a les edificacions annexes i pisos- als anys 70; es construí una gran fàbrica allunyada 1 km de la colònia i un bloc de pisos nou -amb 24 apartaments- d'obra vista.
Al cap de pocs anys, l'empresa començà a patir les conseqüències de la gran crisi del tèxtil i amb ella tota la colònia.
L'any 1980 l'empresa començà una reestructuració que, als 90, suposà una davallada en la mà d'obra i un considerable deteriorament general de tota la colònia.

## Torre de cal Prat

### Descripció

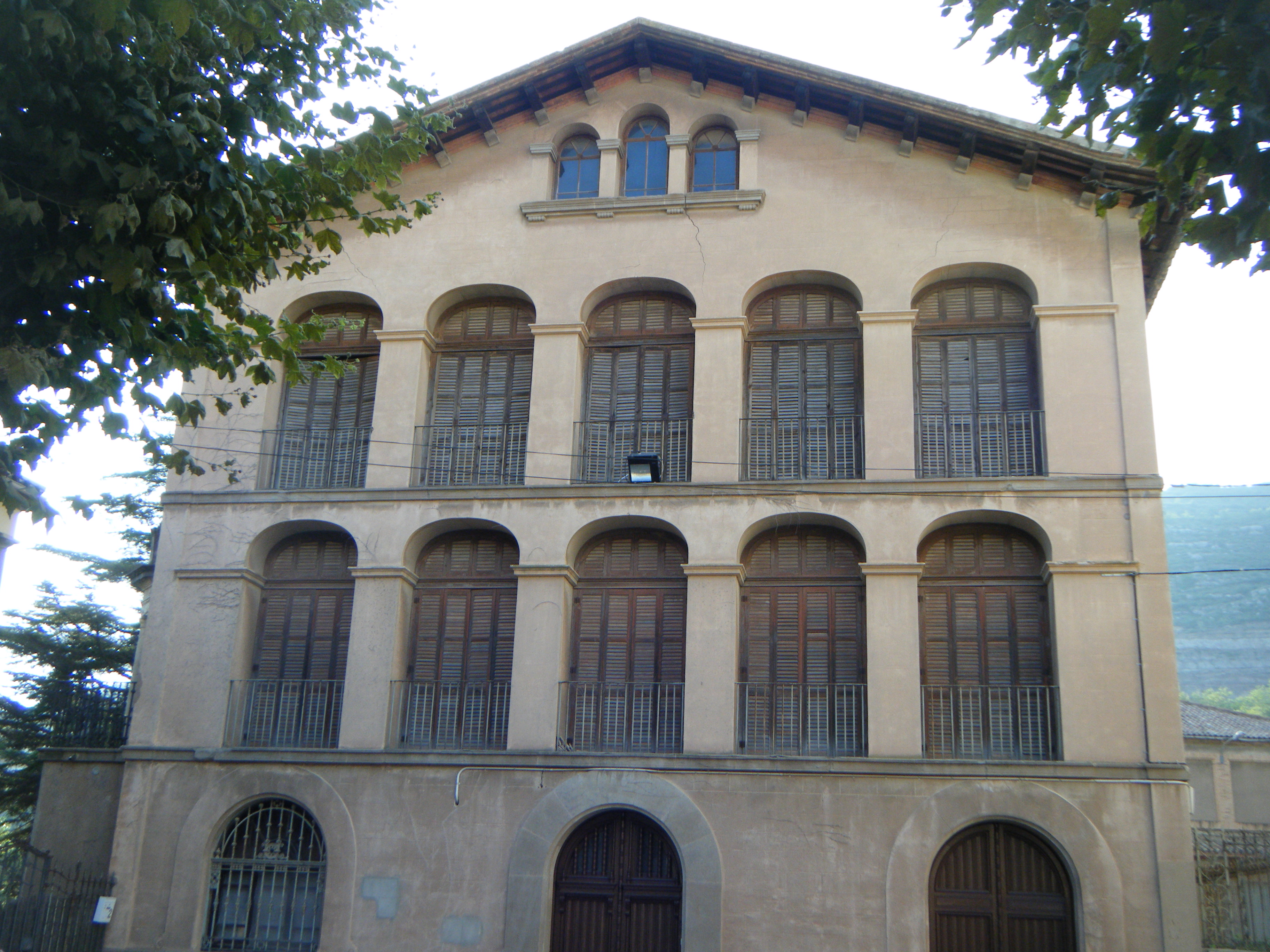
Façana de la Torre de l'amo de Cal Prat

Torre residencial amb la façana principal a tramuntana. Per la cara de migdia i de llevant està envoltada de jardins. Predominen a les quatre cares de la casa les obertures (finestrals, balcons, galeries i glorietes) amb un gran sentit geomètric. Edifici de dos pisos i planta baixa, habilitats tots per a habitatge i amb el carener perpendicular a la façana i la coberta de dos vessants. Mancada d'ornamentació, els únics detalls es concentren en les diferents motllures de les finestres i portes.

### Història
Construïda a finals del segle xix, principis del XX, i reconstruïda i reformada cap al 1920-1925. Habitatge fix dels propietaris de la fàbrica i de la Colònia fins que a mitjans del segle traslladaren la seva residència a Barcelona.